# Avvertimento per l'umanità dagli scienziati del mondo
L'Avvertimento per l'umanità dagli scienziati del mondo (World Scientists' Warning to Humanity) è un documento pubblicato nel novembre 1992 da Henry W. Kendall, premio Nobel ed ex presidente della Union of Concerned Scientists (UCS), nel quale si avvertiva che “Gli esseri umani e il mondo naturale sono su una rotta di collisione.”
La maggioranza dei premi Nobel per le scienze firmò il documento, come pure circa 1.700 scienziati di importanza mondiale.
Esso fu talvolta contrapposto all'Appello di Heidelberg - anch'esso firmato da numerosi scienziati e Premi Nobel nel 1992 - che inizia con il criticare "un'irrazionale ideologia che si oppone al progresso scientifico e industriale e ostacola lo sviluppo sociale ed economico." Questo documento viene spesso citato da coloro che si oppongono alla teoria dei cambiamenti climatici.
Comunque l'Appello di Heidelberg non dà specifiche raccomandazioni e non è un atto di accusa alla scienza ambientale: «Noi sottoscriviamo per intero gli obiettivi di una ecologia scientifica per un universo le cui risorse naturali debbano essere conservate, monitorate e preservate. Ma parimenti chiediamo che queste "conservazione", monitoraggio e preservazione siano fondate su criteri scientifici e non su preconcetti irrazionali»

## Preambolo
Il testo inizia con una descrizione generale del pericolo che l’umanità sta incorrendo secondo gli autori:
Le attività umane stanno infliggendo danni severi e spesso irreversibili all'ambiente e alle risorse essenziali. Se non controllate, molte delle nostre pratiche attuali mettono a serio rischio il futuro che desideriamo per l'uomo, la società, e il regno vegetale e animale, e possono talmente alterare il mondo vivente che non sarà in grado di sostenere la vita come la conosciamo adesso. Cambiamenti fondamentali sono urgenti se vogliamo evitare la collisione a cui ci porterà il nostro corso attuale.»

## Raccomandazioni specifiche
Nel documento vengono fornite le seguenti raccomandazioni specifiche per riportare il pericolo sotto controllo:
2. Dobbiamo gestire le risorse cruciali per il benessere umano in modo più efficace. Dobbiamo dare alta priorità all'uso efficiente di energia, acqua e altri materiali, incluso l'aumento della conservazione e del riciclaggio.
3. Dobbiamo stabilizzare la popolazione. Questo sarà possibile solo se tutte le nazioni riconoscono che ciò richiede il miglioramento delle condizioni sociali ed economiche e l'adozione di una pianificazione familiare efficace e volontaria.
4. Dobbiamo ridurre ed eventualmente eliminare la povertà.
5. Dobbiamo garantire l'uguaglianza sessuale e garantire alle donne controllo sulle proprie decisioni riproduttive.»

## Secondo avviso (novembre 2017)
Nel novembre 2017, 15.364 scienziati di 184 nazioni diverse hanno firmato un secondo avvertimento per l'umanità, World Scientists: Second Notice, scritto da otto autori. Il testo chiede urgentemente, tra le altre cose, di limitare la crescita della popolazione e di ridurre drasticamente il consumo pro capite di combustibili fossili, carne e altre risorse.
Il secondo avviso include 9 grafici temporali di indicatori chiave, ciascuno correlato a un problema specifico menzionato nell'avviso originale del 1992, per dimostrare che la maggior parte delle questioni ambientali continuano a evolversi nella direzione sbagliata, in gran parte senza alcun cambiamento visibile. L'articolo include 13 passi specifici che l'umanità può adottare per passare alla sostenibilità.
Il secondo avviso ha avuto più scienziati firmatari e sostenitori formali di qualsiasi altro articolo scientifico mai pubblicato.

## Avvertimento del 2019 sul riscaldamento globale
Nel novembre 2019 un gruppo di più di undicimila scienziati da 153 nazioni hanno definito il cambiamento climatico "un'emergenza" che potrebbe portare ad "indicibili sofferenze" se non vengono messe in atto contromisure sostanziali.

## Avviso 2022 sulla popolazione
Nell'ottobre 2022, Eileen Crist, William J. Ripple, Paul R. Ehrlich, William E. Rees e Christopher Wolf hanno contribuito all'avvertimento degli scienziati sulla popolazione, pubblicato da Science of the Total Environment come "parte della serie di pubblicazioni in corso di avvertimenti degli scienziati". Questo avvertimento riguarda l'impatto negativo della dimensione e della crescita demografica e seguirebbe, secondo gli autori, altri avvertimenti "regolarmente ignorati, aggirati o negati".
Vengono richieste due azioni che, se prese in considerazione, fermeranno la crescita demografica prima della fine di questo secolo. In primo luogo, gli autori lanciano un appello globale a tutti gli adulti affinché non abbiano più di un figlio come parte dei cambiamenti trasformativi necessari per mitigare sia il cambiamento climatico che la perdita di biodiversità. In secondo luogo, l'avvertimento esorta i responsabili politici ad "implementare politiche demografiche con due componenti chiave dell'emancipazione femminile": migliorando l'istruzione per le giovani donne e ragazze e fornendo a tutte servizi di pianificazione familiare di alta qualità. Sottolinea che "la combinazione di supporto istituzionale sulla pianificazione delle scelte sulla fertilità della donna e il livello di istruzione (inclusa una maggiore opportunità di istruzione superiore) produce un calo immediato della fertilità".
L'avvertimento sostiene anche la lotta alla povertà, al patriarcato e al consumo eccessivo da parte dei ricchi, e chiede che un'imposta globale sul patrimonio sia chiesta a "le nazioni, le industrie e le persone ricche che hanno beneficiato maggiormente dell'uso su vasta scala, storico e attuale, dei combustibili fossili". L'imposta sarebbe finalizzata a migliorare "servizi igienici puliti e disponibilità di acqua, sovranità alimentare ed elettrificazione tramite energie rinnovabili". Sottolinea che la riduzione della povertà deve includere la fornitura di servizi pubblici di base, in particolare l'assistenza sanitaria e l'istruzione.